# Liste von Kraftwerken in Schweden

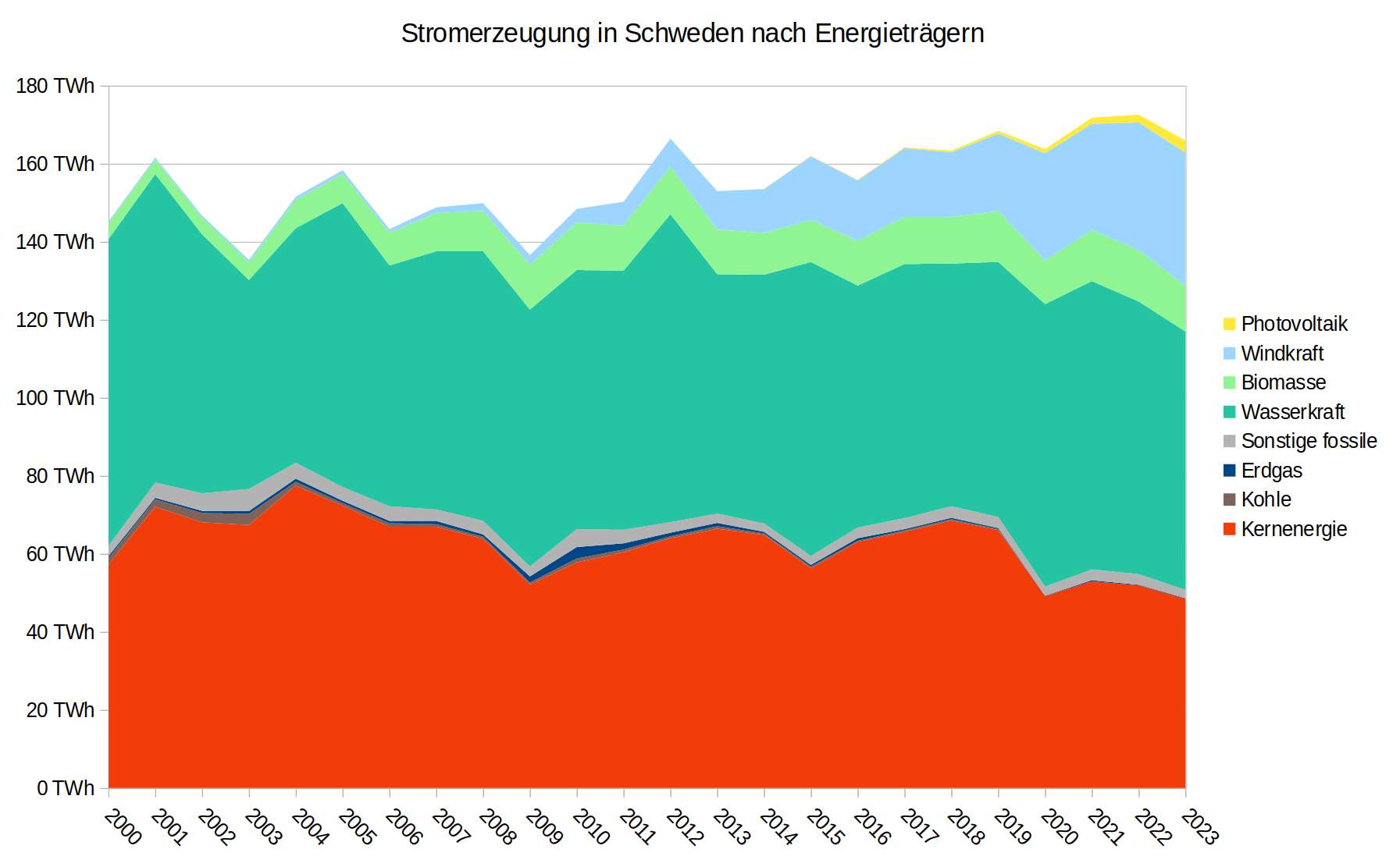
Stromerzeugung in Schweden nach Energiequelle

Die Kraftwerke in Schweden werden sowohl auf einer Karte als auch in Tabellen (mit Kennzahlen) dargestellt. Die Liste ist nicht vollständig.

## Installierte Leistung und Jahreserzeugung
Laut CIA verfügte Schweden im Jahr 2020 über eine (geschätzte) installierte Leistung von 43,499 GW; der Stromverbrauch lag bei 124,609 Mrd. kWh. Der Elektrifizierungsgrad lag 2020 bei 100 %. Schweden war 2020 ein Nettoexporteur von Elektrizität; es exportierte 36,824 Mrd. kWh und importierte 11,827 Mrd. kWh.

## Karte
| Barsebäck |

| Forsmark |

| Harsprånget |

| Karlshamn |

| Kilforsen |

| Letsi |

| Ligga |

| Lillgrund |

| Markbygden |

| Messaure |

| Nya |

| Oskarshamn |

| Porjus |

| Ringhals |

| Ritsem |

| Rya |

| Stornorrfors |

| Trängslet |

| Vietas |

## Kernkraftwerke
Mit Stand Januar 2023 werden in Schweden an 3 Standorten 6 Reaktorblöcke mit einer installierten Nettoleistung von zusammen 6885 MW betrieben; 7 Blöcke an 4 Standorten mit einer installierten Nettoleistung von zusammen 4054 MW wurden bereits endgültig stillgelegt. Der erste kommerziell genutzte Reaktorblock ging 1964 in Betrieb.
In Schweden wurden 2011 in Kernkraftwerken insgesamt 58,1 Mrd. kWh (Netto) erzeugt; damit hatte die Kernenergie einen Anteil von 40 Prozent an der Gesamtstromerzeugung. Im Jahr 2021 wurden 50,992 Mrd. kWh erzeugt; damit betrug ihr Anteil 30,8 Prozent an der Gesamtstromerzeugung.
| Name       | Block | Reaktor- typ | Modell | Status      | Leistung [MWe] | Leistung [MWe] | Therm. Leistung [MWt] | Bau- beginn | Erste Kritika- lität | Erste Netz- synchro- nisation | Kommer- zieller Betrieb (geplant) | Abschal- tung (geplant) | Ein- speisung [TWh] |
| Name       | Block | Reaktor- typ | Modell | Status      | Netto          | Brutto         | Therm. Leistung [MWt] | Bau- beginn | Erste Kritika- lität | Erste Netz- synchro- nisation | Kommer- zieller Betrieb (geplant) | Abschal- tung (geplant) | Ein- speisung [TWh] |
| ---------- | ----- | ------------ | ------ | ----------- | -------------- | -------------- | --------------------- | ----------- | -------------------- | ----------------------------- | --------------------------------- | ----------------------- | ------------------- |
| Ågesta     | 1     | PHWR         | –      | Stillgelegt | 10 (9)         | 12             | 80                    | 01.12.1957  | 17.07.1963           | 01.05.1964                    | 01.05.1964                        | 02.06.1974              | 0,40                |
| Barsebäck  | 1     | BWR          | AA-II  | Stillgelegt | 600 (570)      | 615            | 1800                  | 01.02.1971  | 18.01.1975           | 15.05.1975                    | 01.07.1975                        | 30.11.1999              | 93,82               |
| Barsebäck  | 2     | BWR          | AA-II  | Stillgelegt | 600 (570)      | 615            | 1800                  | 01.01.1973  | 20.02.1977           | 21.03.1977                    | 01.07.1977                        | 31.05.2005              | 108,04              |
| Forsmark   | 1     | BWR          | AA-III | In Betrieb  | 990 (900)      | 1027           | 2927                  | 01.06.1973  | 23.04.1980           | 06.06.1980                    | 10.12.1980                        | –                       | 288,18              |
| Forsmark   | 2     | BWR          | AA-III | In Betrieb  | 1121 (900)     | 1157           | 3253                  | 01.01.1975  | 16.11.1980           | 26.01.1981                    | 07.07.1981                        | –                       | 285,40              |
| Forsmark   | 3     | BWR          | AA-IV  | In Betrieb  | 1172 (1050)    | 1195           | 3300                  | 01.01.1979  | 28.10.1984           | 05.03.1985                    | 18.08.1985                        | –                       | 311,41              |
| Oskarshamn | 1     | BWR          | AA-I   | Stillgelegt | 473 (440)      | 492            | 1375                  | 01.08.1966  | 12.12.1970           | 19.08.1971                    | 06.02.1972                        | 19.06.2017              | 110,27              |
| Oskarshamn | 2     | BWR          | AA-II  | Stillgelegt | 638 (580)      | 661            | 1800                  | 01.09.1969  | 06.03.1974           | 02.10.1974                    | 01.01.1975                        | 22.12.2016              | 154,00              |
| Oskarshamn | 3     | BWR          | AA-IV  | In Betrieb  | 1400 (1050)    | 1450           | 3900                  | 01.05.1980  | 29.12.1984           | 03.03.1985                    | 15.08.1985                        | –                       | 306,03              |
| Ringhals   | 1     | BWR          | AA-I   | Stillgelegt | 881            | 910            | 2540                  | 01.02.1969  | 20.08.1973           | 14.10.1974                    | 01.01.1976                        | 31.12.2020              | 221,15              |
| Ringhals   | 2     | PWR          | WH 3LP | Stillgelegt | 852 (820)      | 963            | 2652                  | 01.10.1970  | 19.06.1974           | 17.08.1974                    | 01.05.1975                        | 31.12.2019              | 216,14              |
| Ringhals   | 3     | PWR          | WH 3LP | In Betrieb  | 1072           | 1117           | 3135                  | 01.09.1972  | 29.07.1980           | 07.09.1980                    | 09.09.1981                        | –                       | 264,64              |
| Ringhals   | 4     | PWR          | WH 3LP | In Betrieb  | 1130           | 1171           | 3300                  | 01.11.1973  | 19.05.1982           | 23.06.1982                    | 21.11.1983                        | –                       | 258,28              |

1. 1 2  AA-III, BWR-2500
2. 1 2  AA-IV, BWR-3000

## Wärmekraftwerke
| Name        | Block   | Inst. Leistung (MW) | Typ / Brennstoff | Status     | Anmerkung                                                           |
| ----------- | ------- | ------------------- | ---------------- | ---------- | ------------------------------------------------------------------- |
| Karlshamn   | 2 bis 3 | 670                 | Schweröl         | in Reserve | Block 1 stillgelegt 2015; Block 2 bis 3 als Reserve in Bereitschaft |
| Lahall      |         | 260                 | Heizöl           | in Betrieb |                                                                     |
| Nya         |         | 440                 | Erdgas           | in Betrieb |                                                                     |
| Rya         |         | 261                 | Erdgas           | in Betrieb |                                                                     |
| Stallbacka  |         | 70                  | Heizöl           | in Betrieb |                                                                     |
| Stenungsund |         | 820 / 520           | Schweröl         | in Betrieb | Zwei von vier Aggregaten in Betrieb                                 |

## Wasserkraftwerke
In Schweden gibt es zahlreiche Wasserkraftwerke. Laut CIA hatten Wasserkraftwerke 2020 einen Anteil von 44,7 % an der gesamten installierten Leistung. In der Tabelle sind die Wasserkraftwerke aufgeführt, die eine installierte Leistung von mehr als 100 MW haben.
| Name           | Betreiber  | Inst. Leistung (MW) | Jahreserzeugung (Mio. kWh) | Betriebs- aufnahme | Fluss           | Provinz             | Status     | Anmerkung |
| -------------- | ---------- | ------------------- | -------------------------- | ------------------ | --------------- | ------------------- | ---------- | --------- |
| Akkats         | Vattenfall | 157                 | 590                        | 1973               | Lilla Luleälven | Norrbottens län     | in Betrieb |           |
| Älvkarleby     | Vattenfall | 125                 | 510                        | 1915               | Dalälven        | Uppsala län         | in Betrieb |           |
| Bastusel       | Vattenfall | 100                 | 610                        | 1972               | Skellefte älv   | Västerbottens län   | in Betrieb |           |
| Bergeforsen    |            | 168                 |                            |                    | Indalsälven     |                     | in Betrieb |           |
| Forsmo         | Vattenfall | 158                 | 850                        | 1948               | Ångermanälven   | Västernorrlands län | in Betrieb |           |
| Gallejaur      | Vattenfall | 220                 | 630                        | 1964               | Skellefte älv   | Västerbottens län   | in Betrieb |           |
| Grundfors      | Vattenfall | 108                 | 460                        | 1958               | Ume älv         | Västerbottens län   | in Betrieb |           |
| Hjälta         |            | 178                 |                            |                    | Faxälven        |                     | in Betrieb |           |
| Harrsele       | Statkraft  | 223                 | 970                        | 1957               | Ume älv         | Västerbottens län   | in Betrieb |           |
| Harsprånget    |            | 977                 |                            |                    | Stora Luleälven |                     | in Betrieb |           |
| Hojum          |            | 170                 |                            |                    | Göta älv        |                     | in Betrieb |           |
| Höljes         |            | 127,8               |                            |                    | Klarälven       |                     | in Betrieb |           |
| Hölleforsen    |            | 148                 |                            |                    | Indalsälven     |                     | in Betrieb |           |
| Järnvägsforsen |            | 100                 |                            |                    | Ljungan         |                     | in Betrieb |           |
| Järpströmmen   |            | 114                 |                            |                    | Indalsälven     |                     | in Betrieb |           |
| Kilforsen      |            | 288                 |                            |                    | Fjällsjöälven   |                     | in Betrieb |           |
| Korsselbränna  |            | 130                 |                            |                    | Fjällsjöälven   |                     | in Betrieb |           |
| Krångede       |            | 250                 |                            |                    | Indalsälven     |                     | in Betrieb |           |
| Krokströmmen   |            | 113                 |                            |                    | Ljusnan         |                     | in Betrieb |           |
| Kvistforsen    | Statkraft  | 140                 | 600                        | 1962               | Skellefte älv   | Västerbottens län   | in Betrieb |           |
| Lasele         | Vattenfall | 165                 | 610                        | 1956               | Ångermanälven   | Västernorrlands län | in Betrieb |           |
| Laxede         | Vattenfall | 222                 | 815                        | 1962               | Lule älv        | Norrbottens län     | in Betrieb |           |
| Långå          |            | 156                 |                            |                    | Ljusnan         |                     | in Betrieb |           |
| Letsi          | Vattenfall | 486                 | 1857                       | 1967               | Lilla Luleälven | Norrbottens län     | in Betrieb |           |
| Ligga          | Vattenfall | 332                 | 790                        | 1954               | Stora Luleälven | Norrbottens län     | in Betrieb |           |
| Messaure       | Vattenfall | 463                 | 1900                       | 1963               | Stora Luleälven | Norrbottens län     | in Betrieb |           |
| Midskog        |            | 150                 |                            |                    | Indalsälven     |                     | in Betrieb |           |
| Moforsen       |            | 135                 |                            |                    | Ångermanälven   |                     | in Betrieb |           |
| Nämforsen      | Vattenfall | 112                 | 460                        | 1946               | Ångermanälven   | Västernorrlands län | in Betrieb |           |
| Olden          |            | 116                 |                            |                    | Långan          |                     | in Betrieb |           |
| Olidan         |            | 130                 |                            |                    | Göta älv        |                     | in Betrieb |           |
| Porjus         | Vattenfall | 465                 | 1290                       | 1915               | Stora Luleälven | Norrbottens län     | in Betrieb |           |
| Porsi          | Vattenfall | 282                 | 1150                       | 1961               | Lule älv        | Norrbottens län     | in Betrieb |           |
| Ramsele        |            | 157                 |                            |                    | Faxälven        |                     | in Betrieb |           |
| Ritsem         |            | 304                 |                            |                    | Stora Luleälven | Norrbottens län     | in Betrieb |           |
| Sällsjö        |            | 160                 |                            |                    | Indalsälven     |                     | in Betrieb |           |
| Seitevare      | Vattenfall | 214                 | 787                        | 1967               | Lilla Luleälven | Norrbottens län     | in Betrieb |           |
| Stadsforsen    |            | 132,55              |                            |                    | Indalsälven     |                     | in Betrieb |           |
| Stalon         |            | 130,2               |                            |                    | Ångermanälven   |                     | in Betrieb |           |
| Storfinnforsen |            | 112                 |                            |                    | Faxälven        |                     | in Betrieb |           |
| Stornorrfors   |            | 591                 |                            |                    | Ume älv         |                     | in Betrieb |           |
| Torpshammar    |            | 110                 |                            |                    | Gimån           |                     | in Betrieb |           |
| Trängslet      |            | 330                 |                            |                    | Dalälven        |                     | in Betrieb |           |
| Umluspen       | Vattenfall | 104                 | 401                        | 1957               | Ume älv         | Västerbottens län   | in Betrieb |           |
| Vargfors       | Vattenfall | 120                 | 405                        | 1961               | Skellefte älv   | Västerbottens län   | in Betrieb |           |
| Vietas         |            | 306                 |                            |                    | Stora Luleälven | Norrbottens län     | in Betrieb |           |

## Windenergieanlagen
Ende 2024 waren in Schweden Windkraftanlagen (WKA) mit einer installierten Leistung von 17.200 MW in Betrieb (2022: 14.585 MW). Sie deckten 31 % des schwedischen Strombedarfs (2022: 25 %, 2023: 26 %).

### Onshore-Windparks
2023 hatte Schweden eine an Land installierte Windkraftleistung von 16.249 MW (98,8 % der gesamten Windleistung).
| Name       | Inst. Leistung (MW) | Anzahl | Status     | Anmerkung                                                                |
| ---------- | ------------------- | ------ | ---------- | ------------------------------------------------------------------------ |
| Blaiken    | 247,5               | 99     | in Betrieb | 99 × 2,5 MW                                                              |
| Markbygden | 24 / 4000           | 12 / ? | in Bau     | Phase 1 mit 12 × 2 MW in Betrieb; die anderen Phasen in Bau oder geplant |

### Offshore-Windparks
Die Liste ist nach Gewässern geordnet. Innerhalb der einzelnen Kategorien sind die Windparks zunächst in betriebene, in Bau befindliche und geplante Windparks gegliedert. Anschließend sind die Windparks nach ihrem (geplanten) Fertigstellungsdatum und danach alphabetisch geordnet. Anlagen, die mit einem * gekennzeichnet sind, befinden sich in unmittelbarer Nähe zur Küste und werden daher auch Near-shore-Anlagen genannt.
| Name                             | Leistung (MW)       | Windkraftanlagentyp (Leistung, Rotordurchmesser)                 | Anzahl WKAs | Koordinaten                  | Status        | Inbetriebnahme (Jahr) | Quellen, Anmerkungen |
| -------------------------------- | ------------------- | ---------------------------------------------------------------- | ----------- | ---------------------------- | ------------- | --------------------- | --- |
| Ostsee mit Öresund und Kattegatt |                     |                                                                  |             |                              |               |                       | |
| Bockstigen *                     | 3,3 (zunächst 2,75) | Vestas V47-660 (660 kW, 47,0 m) (zunächst Wind World 37/550 kW); | 5           | 57° 2′ 10″ N, 18° 9′ 0″ O    | in Betrieb    | 1997/2018             | 2018 Teilrepowering: Ersatz der ursprünglichen Turbinen durch generalüberholte Vestas V47-660 bei Weiternutzung der bestehenden Gründungen, Türme, Verkabelung und Netzanschluss |
| Utgrunden * (Phase 1)            | 10,5                | Enron Wind 1.5 s (1,5 MW, 70,0 m)                                | 7           | 56° 20′ 38″ N, 16° 16′ 48″ O | außer Betrieb | 2000                  | 31. August 2018: Alle Turbinen zurückgebaut |
| Yttre Stengrund *                | 10                  | NEG Micon NM 72/2000 (2,0 MW, 72,0 m)                            | 5           | 56° 10′ 1″ N, 16° 1′ 16″ O   | außer Betrieb | 2001                  | im Januar 2016 zurückgebaut |
| Lillgrund                        | 110                 | Siemens SWT-2.3-93 (2,3 MW, 93,0 m)                              | 48          | 55° 30′ 40″ N, 12° 46′ 44″ O | in Betrieb    | 2007                  | |
| Kårehamn *                       | 48                  | Vestas V112-3.0 (3,0 MW, 112,0 m)                                | 16          | 56° 59′ 2″ N, 17° 1′ 19″ O   | in Betrieb    | 2013                  | [ 13 ] [ 14 ] |
| Kriegers Flak II                 | 640                 |                                                                  | 40-50       | 55° 0′ 0″ N, 12° 54′ 0″ O    | in Planung    | (2027)                | [ 15 ] |
| Aurora                           | 5500                | (> 14 MW, Anlagenhöhe maximal 370 m)                             | bis zu 370  | (südlich Gotland)            | in Planung    | (2030)                | [ 16 ] [ 17 ] |
| Vänern                           |                     |                                                                  |             |                              |               |                       | |
| Vänern *                         | 30                  | WinWinD WWD-3 D100 (3,0 MW, 100,0 m)                             | 10          | 59° 15′ 43″ N, 13° 23′ 13″ O | in Betrieb    | 2010                  | |